# Джок Стін
Джон «Джок» Стін (англ. John "Jock" Stein; 6 жовтня 1922, Ланаркшир — 10 вересня 1985, Кардіфф) — шотландський футболіст, захисник. По завершенні ігрової кар'єри — тренер.
Чемпіон Шотландії. Володар Кубка Шотландії. Десятиразовий чемпіон Шотландії (як тренер). Володар Кубка чемпіонів УЄФА (як тренер). Семиразовий володар Кубка Шотландії (як тренер). Шестиразовий володар Кубка шотландської ліги (як тренер).

## Ігрова кар'єра
У дорослому футболі дебютував 1942 року виступами за команду клубу «Альбіон Роверс». У 1943 році певний час захищав кольори команди клубу «Данді Юнайтед», а згодом знову повернувся до клубу «Альбіон Роверс». Цього разу відіграв за команду з Котбріджа наступні сім сезонів своєї ігрової кар'єри.
Протягом 1950—1951 років захищав кольори команди валлійського клубу «Лланеллі».
У 1951 році перейшов до клубу «Селтік», за який відіграв 5 сезонів. Більшість часу, проведеного у складі «Селтіка», був основним гравцем захисту команди. За цей час виборов титул чемпіона Шотландії. Завершив професійну кар'єру футболіста виступами за команду «Селтік» у 1956 році.

## Кар'єра тренера
Розпочав тренерську кар'єру, повернувшись до футболу після невеликої перерви, 1961 року, очоливши тренерський штаб клубу «Данфермлайн».
Надалі очолював команди шотландських клубів «Гіберніан» та «Селтік». З останнім працював 13 років (з 1965 по 1978), за цей час десять разів приводив «кельтів» до перемоги у національній першості Шотландії. 1978 року нетривалий час керував командою англійського «Лідс Юнайтед».
Останнім місцем тренерської роботи була національна збірна Шотландії, команду якого Джок Стейн очолював як головний тренер з 1978 року до своєї смерті у 1985 році. Зі збірною брав участь у чемпіонаті світу 1982 року в Іспанії.

## Титули та досягнення

### Як гравця
- Чемпіон Шотландії (1):

«Селтік»:  1953–54
- Володар Кубка Шотландії (1):

«Селтік»:  1953–54

### Як тренера
- Чемпіон Шотландії (10):

«Селтік»:  1965–66, 1966–67, 1967–68, 1968–69, 1969–70, 1970–71, 1971–72, 1972–73, 1973–74, 1976–77
- Володар Кубка європейських чемпіонів (1):

«Селтік»:  1966-67
- Володар Кубка Шотландії (7):

«Селтік»:  1966–67, 1968–69, 1970–71, 1971–72, 1973–74, 1974–75, 1976–77
- Володар Кубка шотландської ліги (6):

«Селтік»:  1965–66, 1966–67, 1967–68, 1968–69, 1969–70, 1974–75

### Індивідуальні досягнення
- Найкращий тренер в історії футболу — 17 місце (ESPN)[2]
- Найкращий тренер в історії футболу — 29 місце (World Soccer)[3][4]
- Найкращий тренер в історії футболу — 34 місце (France Football)[5][6][7]